# Paquito D'Rivera
Paquito D´Rivera (4. juni 1948 i Havanna på Cuba) er en cubansk altsaxofonist, sopransaxofonist og klarinetist.
D´Rivera kom til USA i 1981, hvor han efter to solo indspilninger Paquito Blowin og Mariel hurtigt blev kendt og respekteret. 
Han var en overgang med i Dizzy Gillespie´s bigband The United Nation Orchestra, og har også spillet og indspillet klassisk musik, med f.eks. London Symphony Orchestra og London Philharmonic Orchestra. 
D´Rivera har også spillet med Michel Camilo, Arturo Sandoval, Irakere, Horacio Hernandez, Mark Walker, Anthony Jackson, Dave Weckl, Chick Corea, John Patitucci etc. 
Han har ligeledes lavet en stribe plader i eget navn.

## Udvalgt Diskografi
- Paquito Blows
- Mariel
- 20 Years of Cuban Jam session
- Manhattan Burn
- Paquito D´Rivera live at the Keystone Corner
- Why Not
- Celebration
- Tico Tico